# Night School (Film)
Night School ist eine US-amerikanische Filmkomödie von Malcolm D. Lee aus dem Jahr 2018.

## Handlung
Der Film handelt von Teddy Walker, der ohne Schulabschluss als Barbecue-Grill-Verkäufer sein Leben lebt. Aufgrund eines Missgeschickes verliert er seinen Job und beschließt letztendlich Börsenmakler zu werden. Hierfür ist jedoch ein Schulabschluss nötig. An einer Abendschule („Night School“) will er seinen Abschluss nachholen. Der Schulleiter ist sein früher von ihm drangsalierter Mitschüler Stewart, der ihm jetzt das Leben schwer macht.
Doch seine Abendschullehrerin Carrie weiß dies zu verhindern. Ihr Ziel ist, alle Schüler durch die Abschlussprüfung zu bekommen. Im Laufe des Schuljahres erklärt sie Teddy allerdings als „klinisch dumm“, und Carrie bleibt nichts anderes übrig, als bei ihm auf andere Lernmethoden zurückzugreifen.

## Produktion
Die Dreharbeiten begannen im September 2017 in Atlanta.

## Synchronisation
Die deutsche Synchronisation entstand nach einem Dialogbuch und der Dialogregie von Sven Hasper im Auftrag der RC Production Kunze & Wunder GmbH & Co. KG in Berlin.
| Rolle         | Darsteller          | Synchronsprecher    |
| ------------- | ------------------- | ------------------- |
| Teddy Walker  | Kevin Hart          | Leonhard Mahlich    |
| Carrie        | Tiffany Haddish     | Peggy Sander        |
| Mackenzie     | Rob Riggle          | Viktor Neumann      |
| Stewart       | Taran Killam        | Manuel Straube      |
| Marvin        | Ben Schwartz        | Sebastian Schulz    |
| Jaylen        | Romany Malco        | Charles Rettinghaus |
| Theresa       | Mary Lynn Rajskub   | Julia Ziffer        |
| Luis Flores   | Al Madrigal         | Marcel Collé        |
| Mila          | Anne Winters        | Kristina Tietz      |
| Bobby         | Fat Joe             | Florian Halm        |
| Lisa          | Megalyn Echikunwoke | Dascha Lehmann      |
| Gerald Walker | Keith David         | Ben Hecker          |

## Rezeption
Auf Rotten Tomatoes erhielt der Film eine durchschnittliche Wertung von 27 % bei 145 Kritiken. Bei den Fans kam der Film leicht besser an, hier mochten 45 % von über 1500 den Film. Bei Metacritic erhielt der Film einen Metascore von 43 aus 30 Kritiken.